# Холивуд (Флорида)
Холивуд (енгл. Hollywood) град је у америчкој савезној држави Флорида. По попису становништва из 2010. у њему је живело 140.768 становника.

## Демографија
Према попису становништва из 2010. у граду је живело 140.768 становника, што је 1.411 (1,0%) становника више него 2000. године.
|                   | 2010.            | 2000.            |
| Укупно            | 140 768 (100,0%) | 139 357 (100,0%) |
| Белци             | 66 934 (47,55%)  | 85 808 (61,57%)  |
| Хиспаноамериканци | 45 825 (32,55%)  | 31 392 (22,53%)  |
| Афроамериканци    | 23 572 (16,75%)  | 16 853 (12,09%)  |
| Азијати           | 3 396 (2,412%)   | 2 757 (1,978%)   |
| Остали            | 1 041 (0,740%)   | 2 547 (1,828%)   |

## Партнерски градови
- Херцлија
- Баја Маре
- Валона